# Procès de sorcellerie à Bergheim
Les procès de sorcellerie à Bergheim sont documentés pour la période située entre 1582 et 1683, dans un contexte de chasse aux sorcières sévissant également à Molsheim, Sélestat, Haguenau, Ensisheim, Benfeld, Saverne, Ban de la Roche,.
De 1582 à 1630, les procès jugés à Bergheim sont allemands, les derniers procès (1646, Ribeauvillé et 1683) sont français.
Sur toute cette période, quarante femmes seront brûlées vives.
On constate un paroxysme en 1630 comme à  Molsheim, avec vingt-deux femmes exécutées à Bergheim en l'espace de cinq mois entre juillet et novembre 1630.
Malgré l'ordonnance royale de 1682 rejetant le crime des sorciers, le dernier procès de 1683 verra encore la condamnation à mort d'Ursule Semler, 73 ans.

## Contexte

### XIIIeetXIVesiècle
En 1252, la bulle Ad extirpanda du pape Innocent IV approuve le recours à la torture mais confie son application au pouvoir civil.
Le pape Jean XXII publie en 1326 la bulle Super illius specula qui assimile la sorcellerie à la pire des hérésies, donnant aux inquisiteurs toute latitude de traquer le plus grand nombre de déviants ou supposés tels.

### XVesiècle
Au milieu du XVe siècle, des procès en sorcellerie retentissants ont lieu en Suisse, dans le Dauphiné, et dans le Nord de la France.
Deux cents sorciers et sorcières sont brûlés entre 1428 à 1438 dans le diocèse de Sion.
Claude Tholosan, juge laïque à Briançon, est l'auteur en 1436 du premier traité d’enquête sur la sorcellerie Ut magorum et maleficiorum errores. Imprégné de droit romain, Tholosan y accrédite l'idée que l'hérésie est un crime de lèse-majesté contre le prince temporel puisqu’il « est vicaire de Dieu sans intermédiaire ».
Avec l’inquisiteur franciscain Ponce Feugeyron, un des auteurs présumés du traité de 1436 contre la sorcellerie, Errores Gazariorum, il mène de nombreux procès accusant des personnes de sorcellerie en Dauphiné entre 1426 et 1449.
En 1459 a lieu le procès des « vaudois » d’Arras.
En 1484, le pape Innocent VIII prononce la bulle Summis desiderantes affectibus exhortant à réprimer plus durement les crimes de la sorcellerie en exécutant leurs auteurs, apportant ainsi de la légitimité à l'inquisiteur pontifical, le dominicain alsacien Henri Institoris (Heinrich Kramer Institoris).

### Le Malleus Maleficarum
Vers 1486, celui-ci publie à Strasbourg le Malleus Maleficarum (« Marteau des sorcières ») auquel le nom de Jacques Sprenger (Jacob Sprenger) sera associé en 1519.
Ce traité en deux parties explique la nature de la sorcellerie, qui serait essentiellement liée à la prédisposition des femmes, et donne ensuite les instructions pratiques pour l’arrestation, la manière d'obtenir des preuves et de trouver la marque du Diable, l'instruction du procès, la détention et l'exécution des sorcières. Le traité recommande aux tribunaux civils de retenir la charge d'hérésie, d'utiliser la torture pour obtenir des aveux et de condamner à mort pour éradiquer la sorcellerie.
Interdit par l'Église catholique en 1490, l'ouvrage est largement diffusé en Europe grâce aux progrès de l'imprimerie et sert de manuel pratique pendant plus de deux siècles aux juges et aux bourreaux pendant les procès.

### XVIeetXVIIesiècles
La chasse aux sorcières en Europe occidentale et chrétienne connaît une forte augmentation au tournant des XVIe et XVIIe siècles, dans le contexte de la campagne de reconquête par la Contre-Réforme du peuple à la foi catholique.

### Alsace
En Alsace, le procès de sorcellerie le plus ancien recensé est celui de Tyne de Richeshochven, jugée à Sélestat en 1403.
Au total, plus de 1 600 victimes alsaciennes des procès de sorcellerie ont été identifiées dont plus de 1500 entre le XVIe  et le XVIIe siècle, comportant 80 % de femmes.
Les sages-femmes ont le plus de risques d’être mises en accusation car on les voit comme responsables de la mort des nouveau-nés dont elles assistent la naissance. On compte 115 foyers de répression dans le Bas-Rhin et 88 dans le Haut-Rhin. La traque s'intensifie entre 1580 et 1630, où l’on recense plus de 750 victimes dans les dix dernières années, entre 1620 et 1630.
Cette période de persécution prend fin en juillet 1682 après l’édit prononcé par Louis XIV, qui décriminalise la sorcellerie et met un terme aux procès. Cependant, le dernier bûcher alsacien ne s’éteindra qu'en 1715 à Turckheim.

## Le déroulement des procès de sorcellerie en Alsace
En Alsace, chaque ville avait son tribunal avec ses coutumes propres mais suivaient des principes généraux plus ou moins identique.
Chaque localité possédait un Tribunal des maléfices, le Malefizgericht, qui jugeait les affaires de sorcellerie et autres crimes dangereux.
Le Tribunal des maléfices est composé de 24 bourgeois qui forment un jury chargé de recueillir les dépositions des témoins et la confession des sorcières. Le travail judiciaire est accompli par des jurisconsultes, des baillis ou des administrateurs de district qui représentent l’autorité territoriale.
Chaque tribunal possède un Protokollbuch der Malefizsachen (« Protocole des affaires de maléfices»), un livre contenant les dispositions applicables aux affaires de sorcellerie ainsi qu'un Malefiz-Register (« Registre des maléfices) ou Blutbuch, « Livre du sang », qui rassemble les manuscrits des comptes rendus des procès.
Un tribunal particulier, le Siebenergericht (« Tribunal des 7 »), est chargé de mener l’interrogatoire sous la présidence du magistrat.
Le premier interrogatoire a pour objet de vérifier et valider les renseignements obtenus auparavant, de contrôler l'identité, d'informer la prévenue de son motif d’interpellation puis de l'interroger.
À ce moment, les témoins ont encore la possibilité de revenir sur ce qu’ils ont dit.
Mais si l’accusée reconnait les faits, la peine de mort est immédiatement prononcée.
Si ce n'est pas le cas, le Tribunal des 7 procède alors à un second interrogatoire.
L'accusée est soumise à un jeûne, ses cheveux rasés, elle est déshabillée, débarrassée de ses amulettes et on la lave avec de l’eau bénite.
On vérifie la marque du Diable par une série de piqûres dont celles indolores en indiquent la marque.
Un interrogatoire plus poussé avec utilisation de la torture selon les préceptes du Malleus Maleficorum est ensuite pratiqué pour extorquer des aveux.
Le greffier qui rédige les rapports peut reformuler les phrases des aveux ce qui permet de les tourner en défaveur de l'accusée pour la faire condamner.
Dans de très rares cas, des accusées suffisamment aisées peuvent recourir à un avocat, cependant, celui-ci étant appelé après les aveux, la défense est extrêmement difficile, surtout lorsqu'on sait que le Malleus Maleficarum précisait que si le plaidoyer d'un avocat était trop convaincant, c’est que celui-ci devait sûrement être lui aussi un sorcier.
Dans les jours qui suivent les aveux, l’accusée est présentée devant les membres du Tribunal des maléfices, le Malefizgericht, pour renouveler ses aveux.
On y relit les accusations que l’accusée doit confirmer.
Ces nouveaux aveux doivent être obtenus sans contrainte et en dehors de la salle de torture.
La séance commence alors par le réquisitoire.
Les accusations sont reprises par le procureur qui justifie alors les raisons pour lesquelles la peine de mort est requise, car, suivant les préceptes du Malleus Maleficorum, toute personne accusée de crime de sorcellerie doit être condamnée à mort.
Toute condamnation entraîne également une confiscation des biens attribués aux autorités ou vendus pour couvrir les frais du procès.
La sorcière peut être tenaillée au fer rouge sur le chemin du gibet.
Jusqu’au XVIe siècle, tout personne accusée de sorcellerie est brûlée vive, sauf les plus jeunes condamnés qui peuvent être tués avant d’être brûlés.
Cette disposition sera étendue par la suite aux adultes qui seront étranglées ou décapitées avant d'être brûlées.

## Les interrogatoires et jugements à Bergheim
Comme l'attestent les rapports d'audience des procès de Bergheim, ceux-ci se déroulent selon le rituel habituel des procès en sorcellerie en Alsace.
Le Tribunal des maléfices est un tribunal laïque qui rend la justice au nom de l'Archiduc d'Autriche dont Bergheim dépend. Celui-ci est représenté par le bailli.
Le bailliage comprend les communes de Bergheim, Rodern et Rorschwihr.
Les 24 juges du Tribunal des maléfices et les juges du Tribunal des 7 sont des bourgeois choisis par le bailli et siégeant dans le Rath, le Conseil de Bergheim et, dans une moindre mesure, de villages voisins.
Les Sybner (Tribunal des 7), procèdent à l'interrogatoire de gré ou de force, et remettent un procès-verbal au tribunal.
Le tribunal de 24 juges est présidé par le Stabfiehrer, l'un des trois prévôts de bailliage.
Le bailli fait office de Cleger ou accusateur, il est assisté de deux Führsprecher, les avocats qui représentent les parties.
Le tribunal prononce la sentence, et en cas d'exécution, ordonne la confiscation des biens de la personne condamnée.
Les biens sont inventoriés et liquidés en arrangement avec la famille de la personne condamnée ou vendus aux enchères.
Cette saisie sert à payer les frais de justice liés au procès, à la détention et à l'exécution.
Le restant de la saisie, souvent minime, revient au seigneur.
Ainsi on sait qu'en 1586, l'interrogatoire à Bergheim de cinq femmes par le bourreau a coûté 43 florins 3 batzen. En 1630, l'hébergement et les frais de repas et d'écurie du bourreau et de son valet ont coûté 92 florins 10 batzen.
En 1686, les juges ont mangé pour 16 florins 4 batzen 6 pfennigs le jour de l'exécution de trois femmes accusées de sorcellerie.
Le jugement du 8 mai 1618 au tribunal de Bergheim, où comparaissent Catherine Volmar et Anna Lang de Rodern, montre la solennité de l'événement et le rituel figé de l'audience.
La Cour est présidée par le prévôt de Bergheim et l'accusateur est le bailli.
« Les juges entrent et restent debout.
Le président demande : - Ob das Malefiz genuegsamb ersetzt ist ? (Le tribunal est-il au complet ?). Erkannt (Reconnu).
- Das Gericht is verbandt (La Cour est déclarée compétente).
Les juges prennent place avec interdiction de parler sans autorisation.»
Chacune des deux parties, l'accusateur et les accusées demandent assistance de la moitié des juges et un avocat ou porte-parole. S'il y a plusieurs accusées, elles n'ont droit qu'à un défenseur.
Après la lecture par l'accusateur des aveux des sorcières recueillis dans les jours précédents par les Sybner (le tribunal des 7) et le bourreau, le porte-parole de l'accusation rappelle les horreurs de leurs crimes et demande leur exécution par le feu.
Les accusées peuvent alors se concerter mais seul le porte-parole peut les représenter et dire qu'elles reconnaissent les charges contre elles, qu'elles évoquent les saints et implorent la grâce.
Après concertation avec sa partie, l'accusateur récuse les arguments avancés par le porte-parole des femmes, et réclame au nom de la sainte Écriture l'exécution sauf si les accusées apportent de nouveaux arguments.
À cette audience, les ecclésiastiques présents demandent grâce pour ces femmes qui répètent leurs arguments et promettent un pèlerinage à Einsiedlen.
Mais estimant qu'aucun nouvel argument n'est avancé, l'accusateur demande le maintien de la sentence et la confiscation des biens.
Après la prononciation de la condamnation à mort, les femmes et les ecclésiastiques implorent encore à genoux une mesure de clémence.
Elle leur est accordée sous cette forme : les coupables seront d'abord étranglées avant d'être brûlées.
Un geste pour lequel les condamnées exprimeront de la soumission et de la reconnaissance.

## Les victimes des procès de Bergheim
Parmi les femmes accusées de sorcellerie à Bergheim entre 1582 et 1683, vingt-deux sont de Bergheim, neuf de Rodern, neuf de Rorschwihr, c'est-à-dire les trois communes du bailliage. Une est de Weiler et une d'Ensisheim. Pour sept d'entre elles, leur lieu d'habitation n'est pas connu.
Quarante accusées sont condamnées et brûlées.
Trois femmes, en 1586, 1630 et 1683, succombent au cours de l'interrogatoire.
Une demi-douzaine aura la vie sauve.
Sur la période de 1582 à 1630, les procès jugés à Bergheim sont allemands.
Les derniers procès de 1646 (à Ribeauvillé) et 1683 sont français.

### Années 1580

#### 1582
- Marguerite Möwel de Rorschwihr. Condamnée. Brûlée.

#### 1586
- Anna Weckhenzipfel de Rodern. Condamnée. Brûlée.
- Barbara Pförzel de Bergheim. Condamnée. Brûlée.
- Barbara Wagner de Bergheim. Condamnée. Brûlée.
- Christina Meyer. Questionnée. Libérée.
- Catharina Flöss de Bergheim. Condamnée. Brûlée.
- Veronika Ziegler de Weiler. Condamnée. Brûlée.
- Margaretha Schaffer de Bergheim. Condamnée. Brûlée.
- Anna Kessler de Bergheim. Condamnée. Morte en prison.

#### 1589
- Trawel Pfort. Bannie.

### Années 1610

#### 1618
- Catharine Volmar de Rodern. Condamnée. Étranglée. Brûlée.
- Anna Lang de Rodern. Condamnée. Étranglée. Brûlée.
- Anna Glowel de Bergheim. Condamnée. Brûlée.
- Barbara Dederlin de Bergheim. Condamnée. Brûlée.

### Années 1620

#### 1621
- Barbara Thalhammer d'Ensisheim. Condamnée. Brûlée.
- Catherine Heydler de Bergheim. Condamnée. Brûlée.

#### 1627
- Agnès Möwel de Bergheim. Condamnée. Brûlée.
- Barbara Floss de Bergheim. Condamnée. Brûlée.
- Catharina Pfändt de Bergheim. Condamnée. Brûlée.
- Anna Flach. A fui.

### Années 1630

#### 1630
Mars
- Ursule Koch de Bergheim. Condamnée. Brûlée.
- Barbara Fritsch de Bergheim. Condamnée. Brûlée.
- Anna Seuter de Rodern. Condamnée. Brûlée.
- Christine Schwenck de Rorschwihr. Condamnée. Brûlée.

Avril
- Maria Möwel de Bergheim. Condamnée. Brûlée.
- Catherine Müller de Rorschwihr. Condamnée. Brûlée.
- Anna Thurner de Rorschwihr. Condamnée. Brûlée.
- Agathe Meyer de Rodern. Condamnée. Brûlée.
- Barbara Iltis de Rodern. Condamnée. Brûlée.
- Anna Möwel de Bergheim. Condamnée. Brûlée.
- Barbara Weiss de Bergheim. Condamnée. Brûlée.
- Madeleine Haffner de Rodern. Condamnée. Brûlée.
- Catherine Bassler de Rodern. Condamnée. Brûlée.

Juin
- Anna Pferzel de Rodern. Morte pendant l'interrogatoire.
- Catherine Garilatt de Rorschwihr. Condamnée. Brûlée.
- Margaretha Gerbart de Rorschwihr. Condamnée. Brûlée.
- Margaretha Wagner de Bergheim. Condamnée. Brûlée.
- Anna Aichmann de Bergheim. Condamnée. Brûlée.

Juillet
- Marie Sömer de Bergheim. Condamnée. Brûlée.
- Veronika Lutz de Bergheim. Condamnée. Brûlée.
- Catherine Weisbeck de Rorschwihr. Condamnée. Brûlée.
- Anna Käner de Rorschwihr. Condamnée. Brûlée.
- Madeleine Sybolt de Bergheim. Condamnée. Brûlée.

### Années 1640

#### 1646
- Catherine Meyer. Condamnée. Brûlée.

### Années 1680

#### 1683
- Madeleine Meyer de Rorschwihr. Morte en prison.
- Ursule Semler de Bergheim. Condamnée. Brûlée.
- Madeleine Meyer. Emprisonnée.
- Des femmes faussement accusées de complicité. Relâchées.

## La Maison des sorcières (Haxahus)
La ville de Bergheim a choisi de consacrer son musée municipal, un bâtiment historique datant de 1550, à l’histoire de ces nombreux procès de sorcellerie jugés à Bergheim entre 1582 et 1683 en s'appuyant exclusivement sur des faits historiquement avérés.
Le projet est confié à la Société d’Histoire de Bergheim et le lieu inauguré en 1997 sous le nom de « Maison des sorcières » (Haxahus).
Le musée, géré par l'association Culture et Patrimoine de Bergheim, présente à travers une exposition sur trois étages, les procès pour sorcellerie de Bergheim ainsi que l'histoire de la sorcellerie en Alsace, la question de la représentation de la femme, la tolérance et la crainte de l'inconnu.
La Société d’Histoire de Bergheim a publié en 2021 le catalogue bilingue de l'exposition sous le titre Les procès de sorcellerie à Bergheim = Die Hexenverfolgung in Berheim : 1582-1683.